# امراپورام، تامیل ناداو
امراپورام، تامیل ناداو (به انگلیسی: Amarapuram, Tamil Nadu) یک منطقهٔ مسکونی در هند است که در تامیل نادو واقع شده‌است.